# Église Notre-Dame de Beaupréau
L'église Notre-Dame est une église située à Beaupréau, en France.

## Localisation
L'église est située dans le département français de Maine-et-Loire, sur la commune de Beaupréau.

## Historique
L'édifice est inscrit au titre des monuments historiques en 2006.

## Photographies

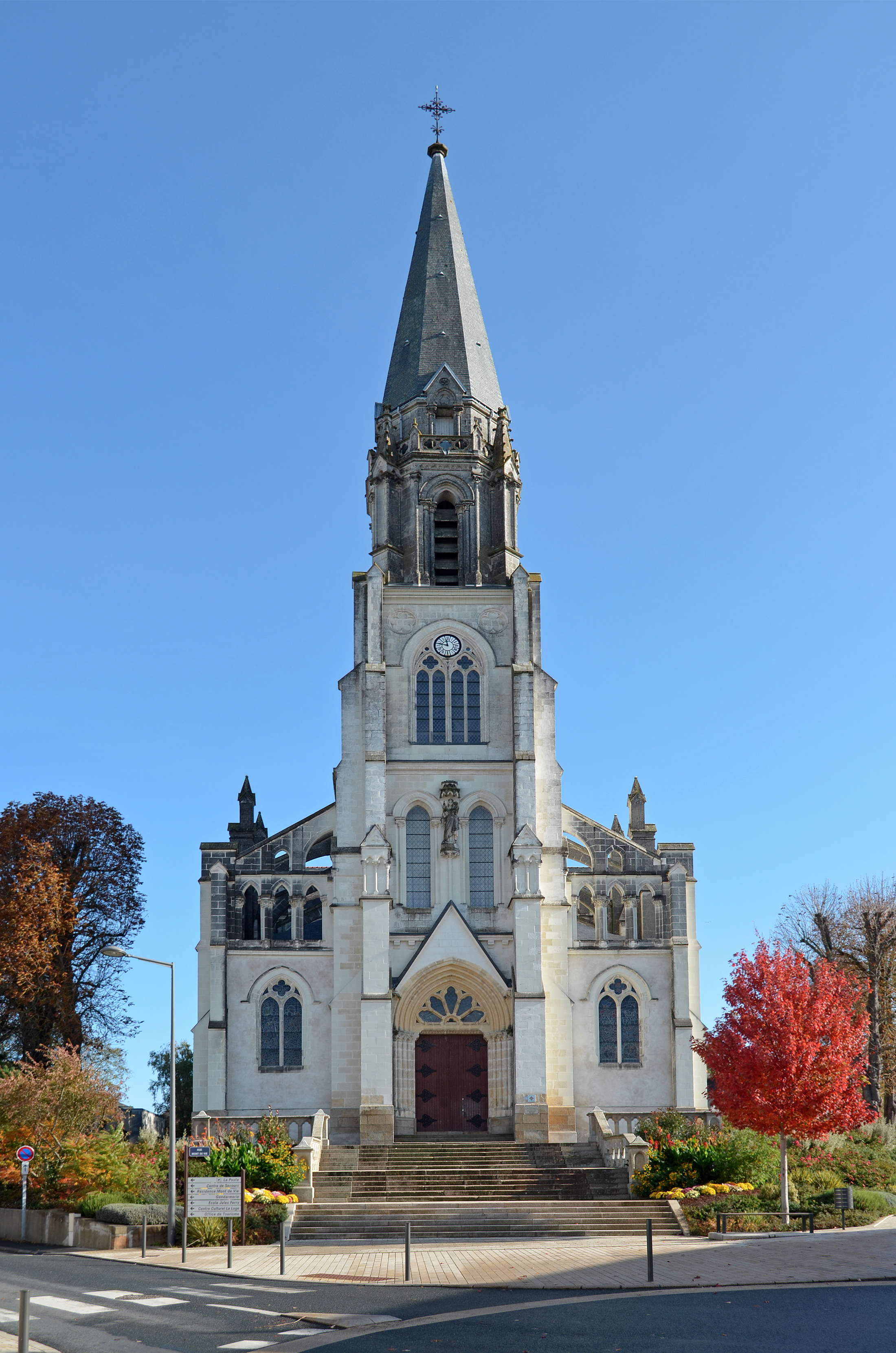
Clocher.
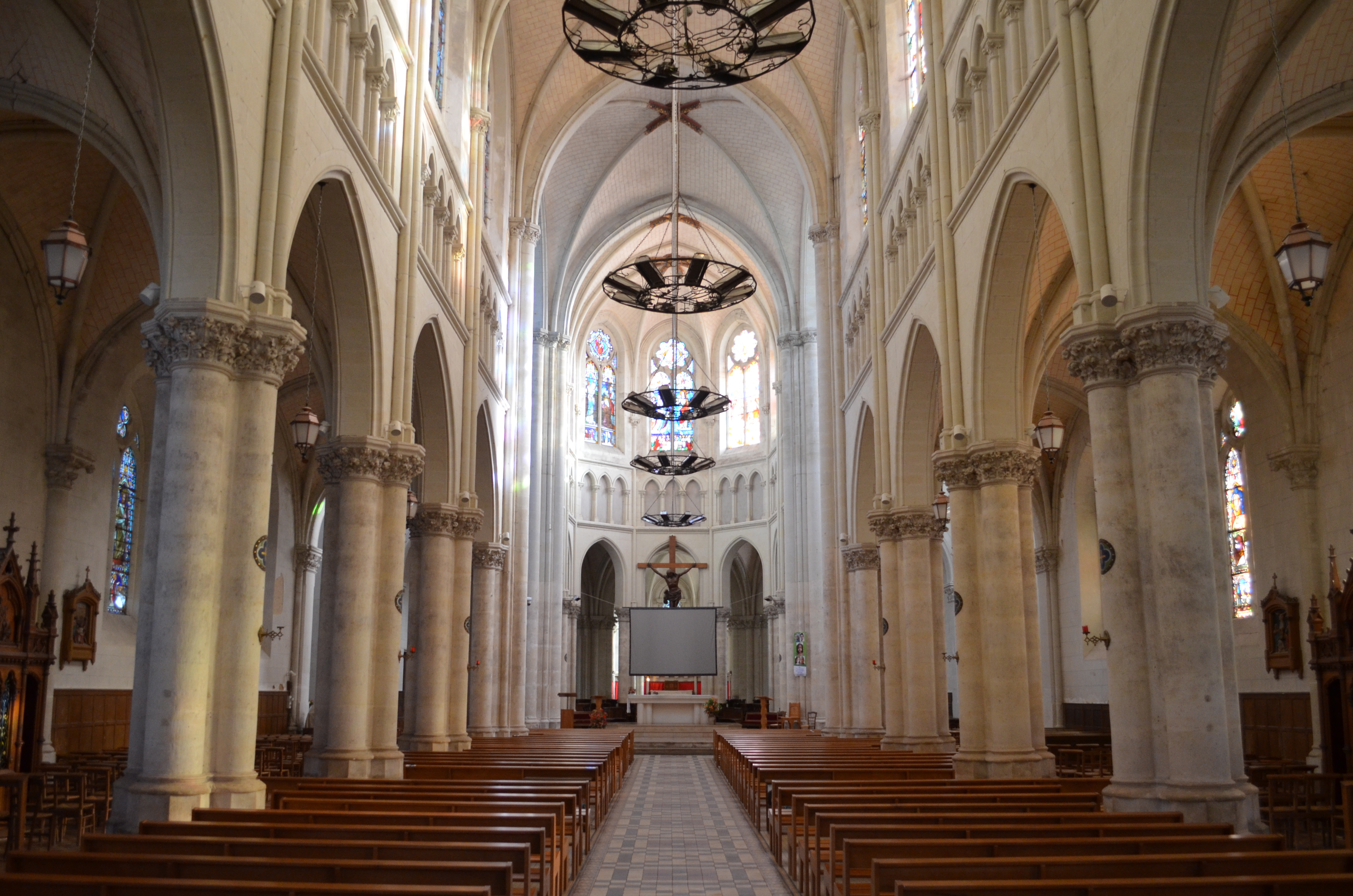
Nef et chœur.
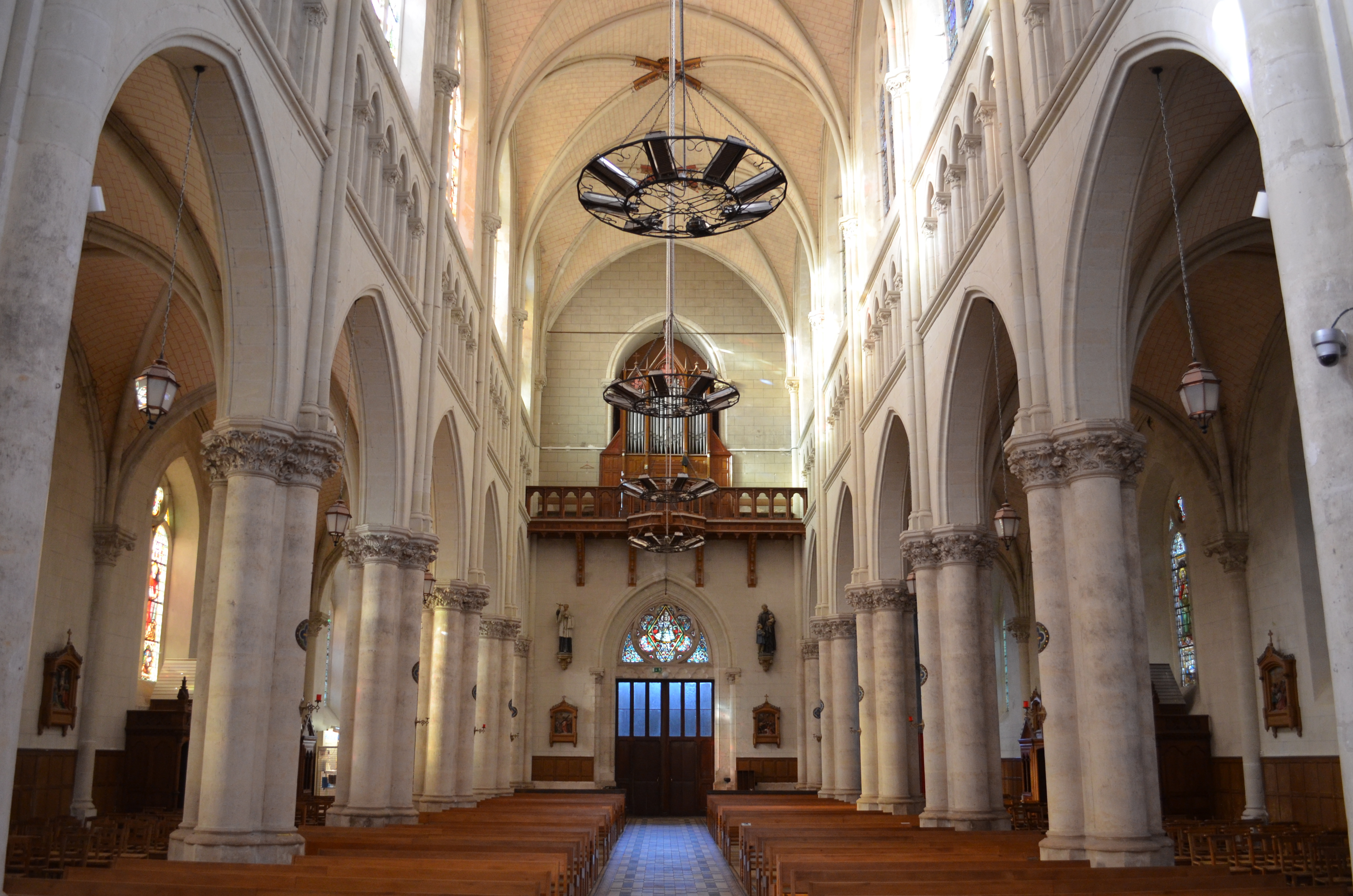
Nef et orgues.